# Rdestówka powojowata
Rdestówka powojowata, rdest powojowaty, rdest powojowy (Fallopia convolvulus (L.) Á. Löve) – gatunek rośliny z rodziny rdestowatych. Występuje jako gatunek rodzimy w Europie, Azji i północnej Afryce. Jako gatunek introdukowany rośnie na Wyspach Brytyjskich, na obu kontynentach amerykańskich, we wschodniej i południowej Afryce, na Wyspach Japońskich i Tajwanie. We florze Polski jest archeofitem, pospolicie występującym na całym obszarze. 

## Morfologia
ŁodygaO wijącym się kanciastym żebrowaniu, szorstka w dotyku, długości ok. 1 m.
LiściePojedyncze, skrętoległe, całobrzegie, większe na początku pędu, pod koniec coraz węższe, zwłaszcza że mają tendencję do podwijania się na brzegach, osadzone na stosunkowo krótkich ogonkach. Dojrzałe liście są jajowatotrójkątne u nasady sercowatostrzałkowate.
KwiatyNiepozorne, zielone zebrane w luźne grona, wyrastające w pachwinach liści. Okwiat pięciokrotny, białozielony, gęsto ogruczolony. Pręcików 8, słupek 1 o trzech znamionach. Poszczególne kwiatki siedzą na krótkich szypułkach z kolankiem.
OwocMatowy, trójkanciasty orzeszek o długości 4–5 mm, łatwo odpadający.
KorzeńPalowy.
Gatunki podobneNiekwitnące okazy rdestówki mogą być mylone z powojem polnym, który w czasie kwitnienia różni się wyraźnie okazałymi kwiatami. W stanie wegetatywnym odróżnić te gatunki można m.in. po dolnych klapach liści u powoju odchylonych na boki, a u rdestówki skierowanych do tyłu. Podobne kwiaty i liście ma rdestówka zaroślowa różniąca się obłą, nagą łodygą osiągającą do 2 m długości (czasem nawet 3 m) oraz wyraźnie oskrzydlonymi i mniejszymi owocami do 3 mm długości.

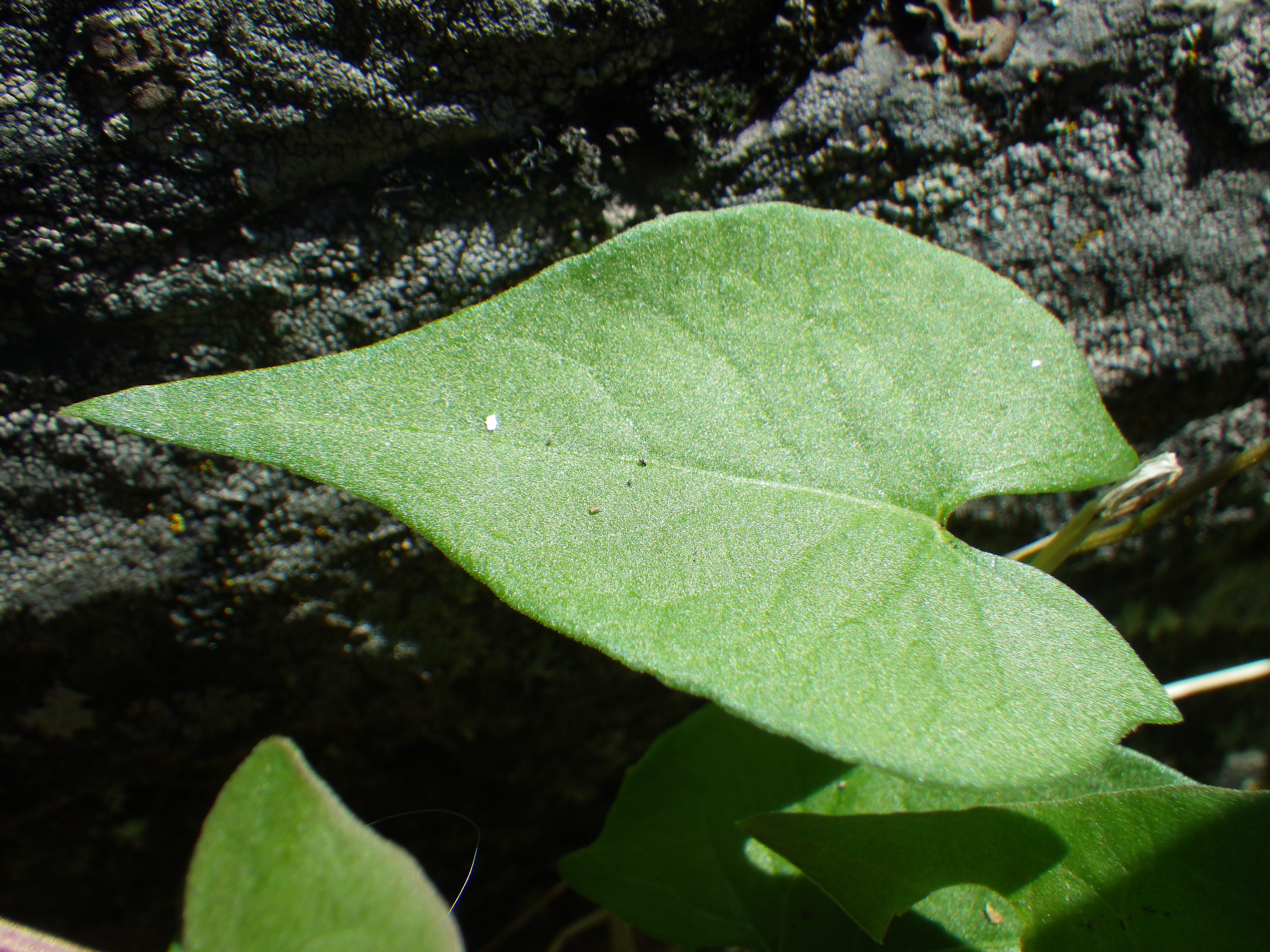
Liść
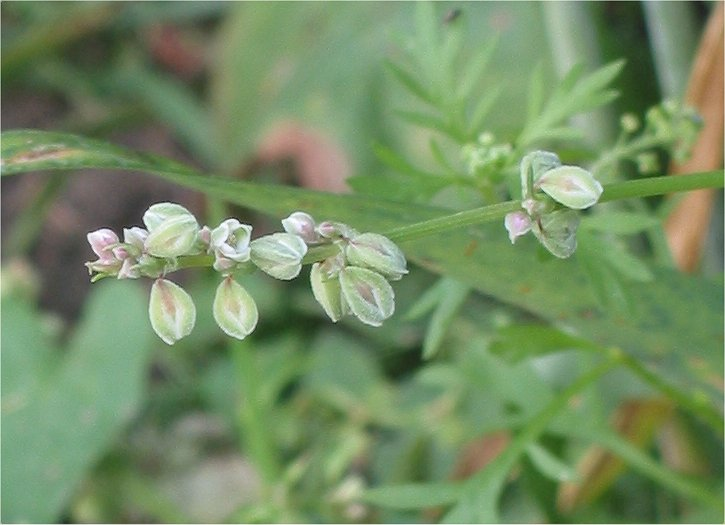
Kwiatostan
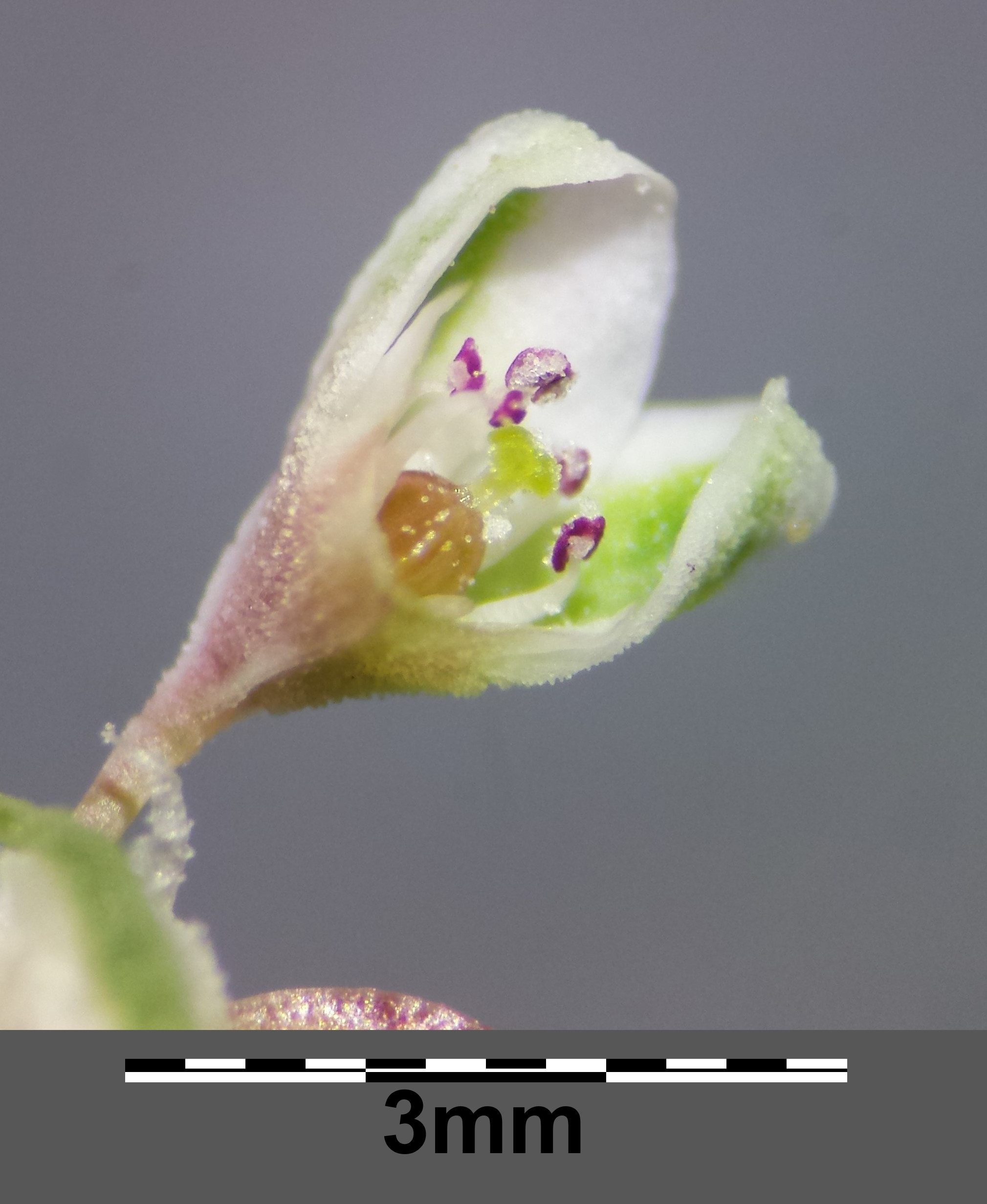
Pojedynczy kwiat
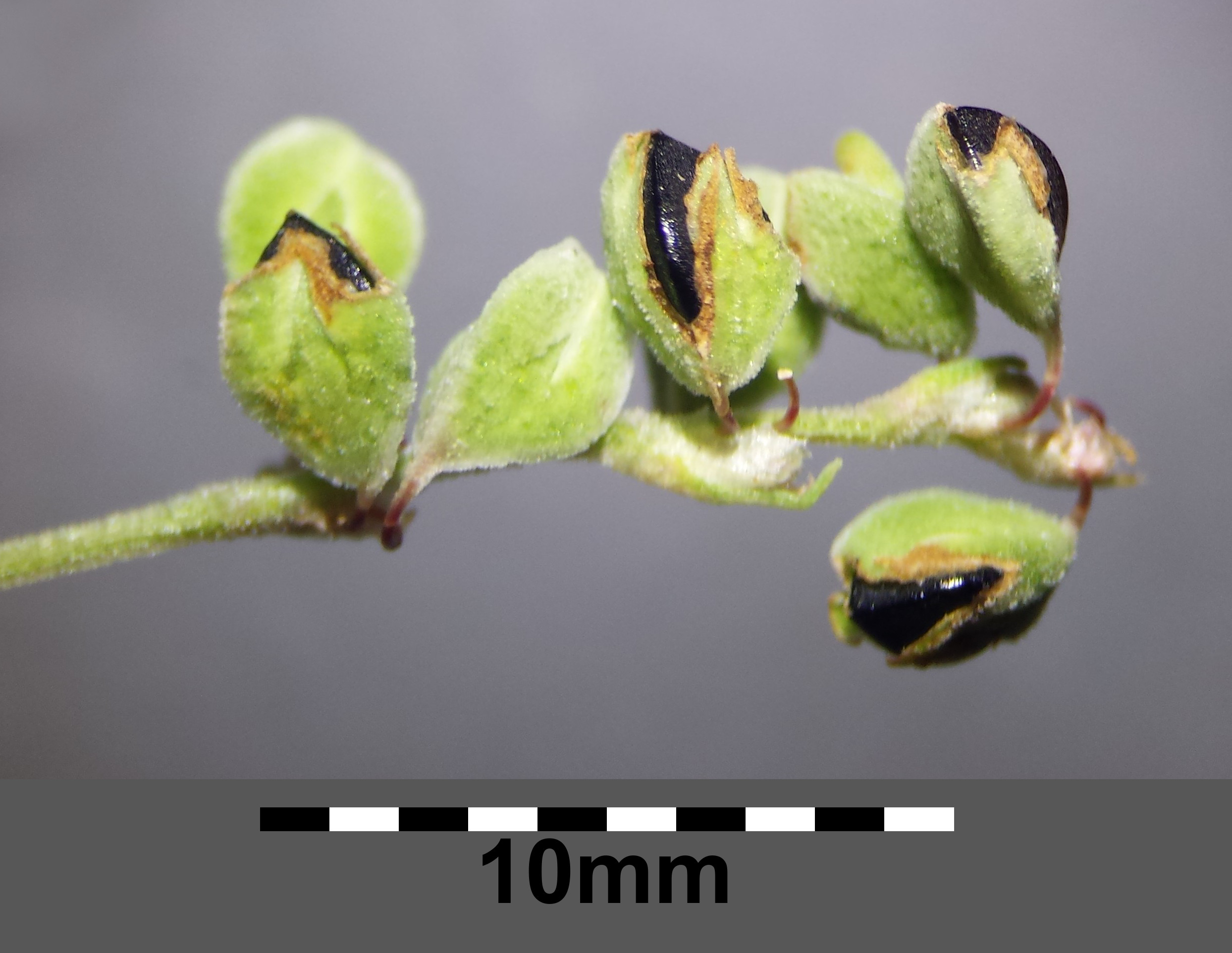
Owoce
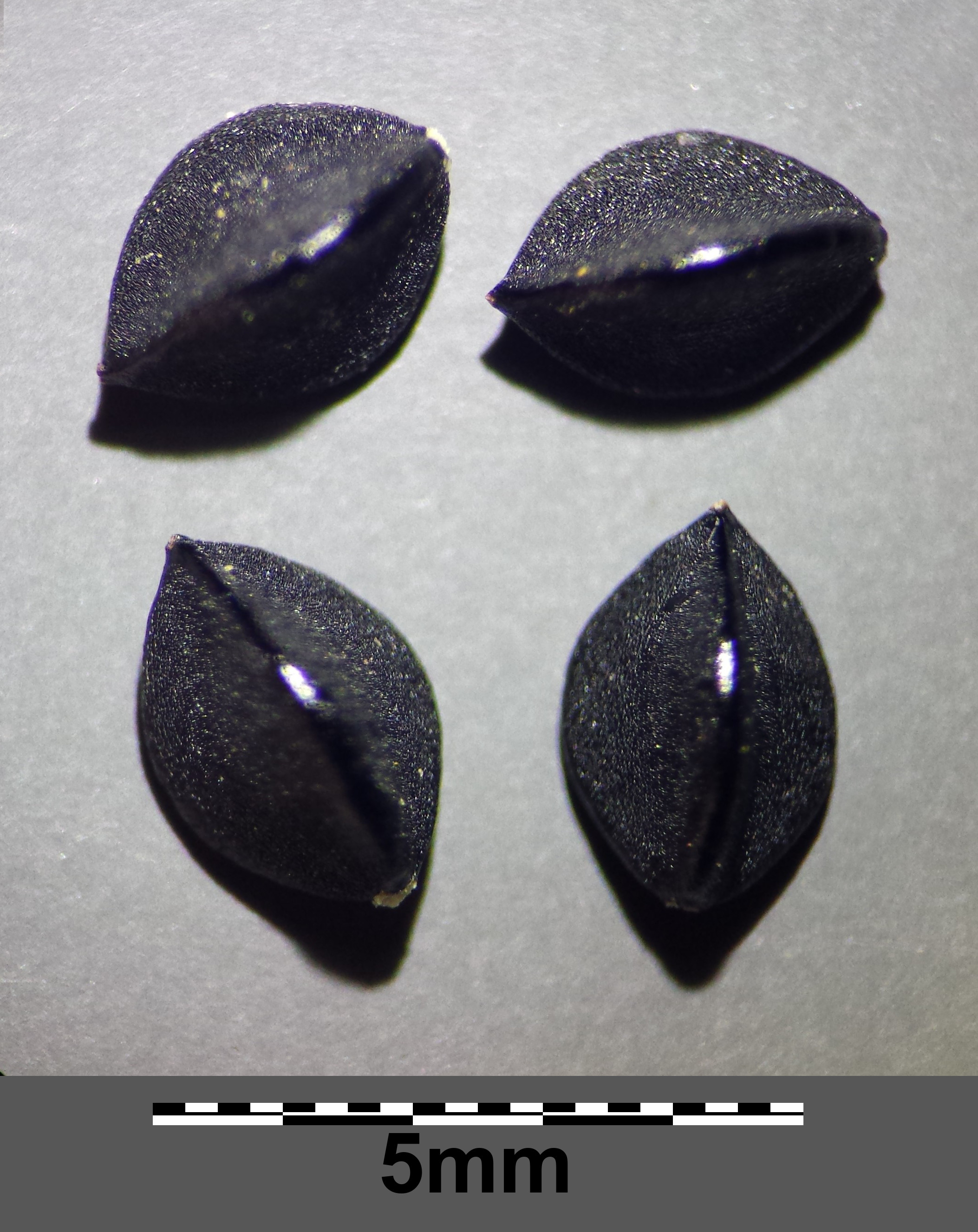
Nasiona

## Biologia i ekologia

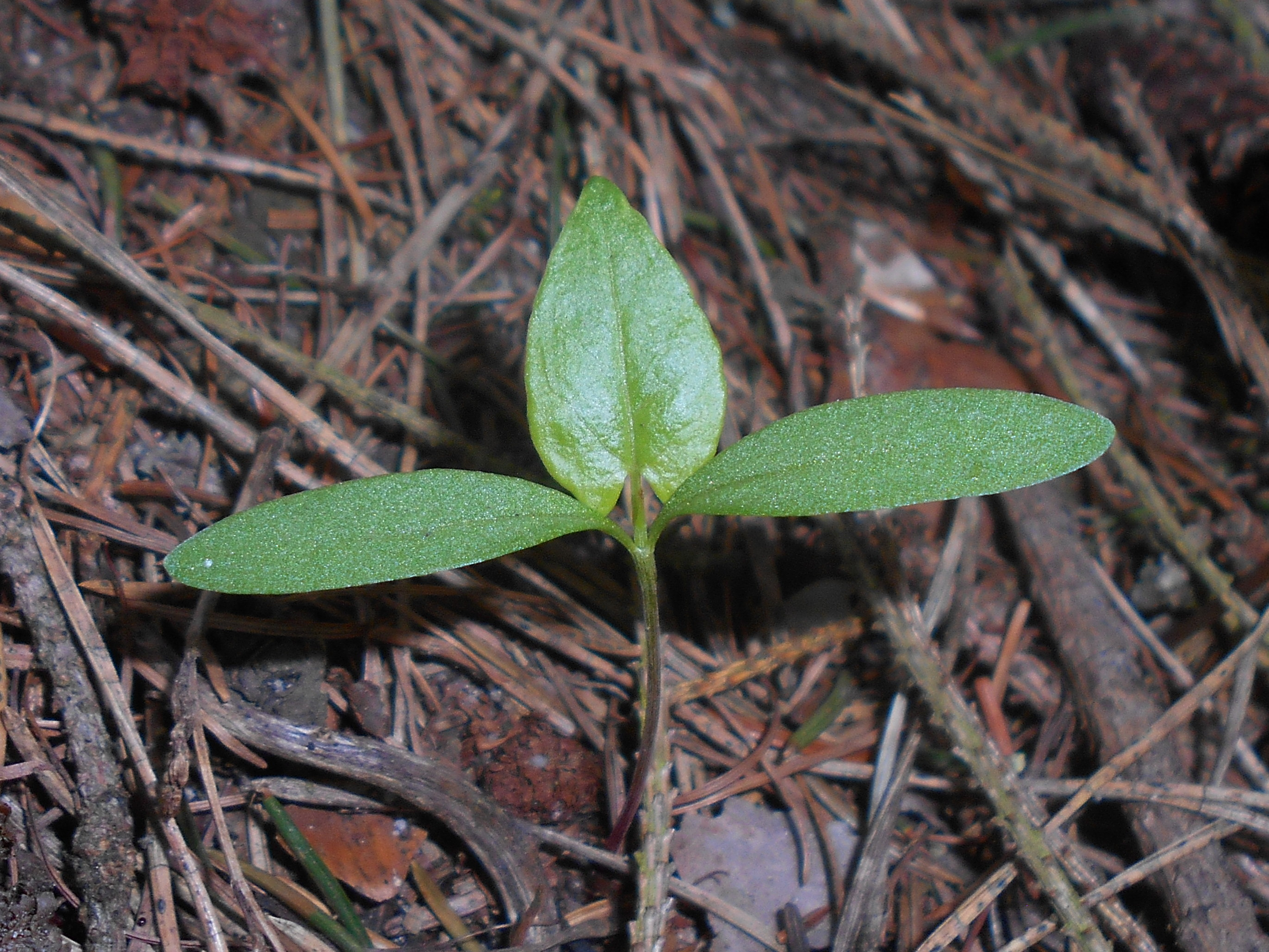
Siewka.

Roślina jednoroczna. Kwitnie od czerwca do października, jest samopylna. Rośnie na siedliskach ruderalnych, polach uprawnych i w zaroślach. Najłatwiej dostrzegalna jest w uprawach rolnych. Lubi miejsca słoneczne z żyzną glebą. Dokuczliwy, szybko rosnący i głęboko zakorzeniający się chwast polny. Potrafi wykiełkować nawet z głębokości ok. 12 cm. Liścienie ma długie (do 20 mm), wąskie z lekko zaokrąglonym wierzchołkiem, nagie, górna strona blaszki zwykle zielona a dolna czerwonawa. Jego pędy płożą się po ziemi lub pną owijając się wokół łodyg innych roślin. Wyrządza z tego względu duże szkody w uprawach lnu zanieczyszczając surowiec. W klasyfikacji zbiorowisk roślinnych gatunek charakterystyczny dla Cl. Stellarietea mediae.
Jest rośliną trującą – zawiera m.in. rutynę i saponiny.

## Zastosowanie
- Dawniej używana była do farbowania tkanin.